# Bataille d'Andrinople (324)
Pour les articles homonymes, voir Bataille d'Andrinople.
La bataille d'Andrinople fut livrée le 3 juillet 324 durant la guerre civile entre les empereurs romains d'occident Constantin et d'orient Licinius. Constantin y infligea une lourde défaite à Licinius.

## Situation

Les campagnes de Constantin (312-324).

Lors d'un conflit précédent, en 316, Constantin a vaincu Licinius et a conquis toute la péninsule des Balkans à l'exception de la Thrace. La paix a été signée mais les relations entre les deux empereurs demeurent délicates. En 324, Constantin est prêt à reprendre le conflit et quand ses troupes, à la poursuite de pillards Wisigoths, entrent sur le territoire de Licinius, cela crée un casus belli très opportun pour lui. La réaction de Licinius à cette incursion à l'intérieur de ses frontières est ouvertement hostile, ce qui pousse Constantin à passer à l'offensive. Il envahit la Thrace avec une armée inférieure en nombre à celle de Licinius mais composée en grande partie de vétérans ainsi que de nouvelles recrues de qualité venues d'Illyrie.

## Bataille

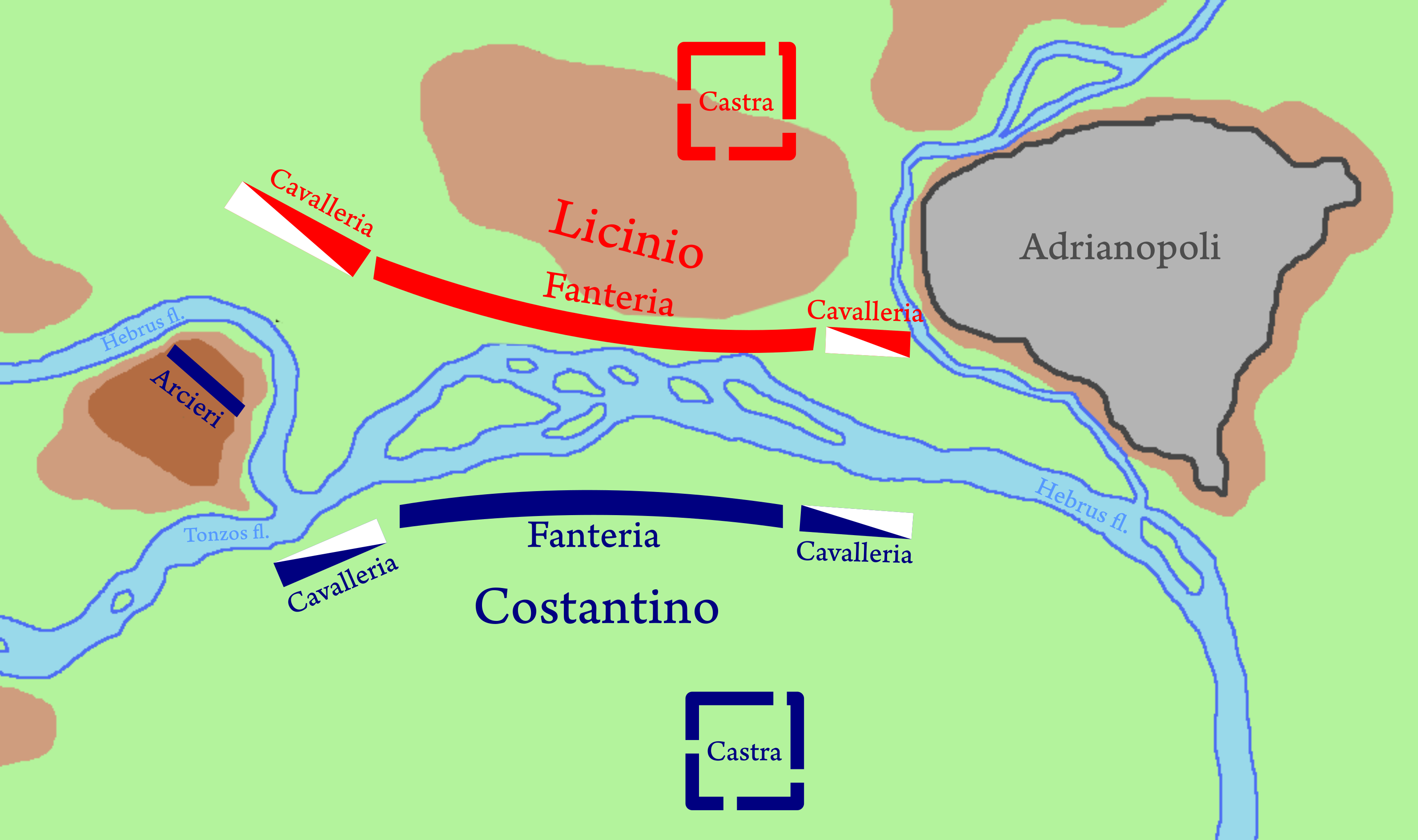
Schéma de la bataille.

Licinius a établi son campement à Andrinople (Hadrianopolis), la plus grande cité de Thrace. Constantin avance en direction de l'est depuis Thessalonique jusqu'à ce qu'il atteigne le fleuve Hèbre, sur la rive duquel se trouve Andrinople, et établisse son propre campement. Licinius organise sa ligne de bataille, de 200 stades de long, entre des hauteurs dominant la cité et le confluent de l'Hèbre avec l'un de ses affluents. Les deux armées gardent leurs positions durant plusieurs jours avant de livrer bataille car les deux adversaires hésitent à tenter la traversée du fleuve sous la menace d'une armée bien préparée. Finalement, Constantin utilise la ruse pour faire traverser ses troupes. Ayant remarqué un point où le fleuve est moins large et qui est dominé par une colline boisée, il donne l'ordre que des cordes et du matériel soient assemblés de façon voyante à un autre endroit au bord du fleuve, loin de celui qu'il a repéré pour traverser, pour donner l'impression qu'il a l'intention de construire un pont. Il rassemble secrètement 5 000 archers et des unités de cavalerie sur la colline boisée, puis mène ses cavaliers de l'autre côté du fleuve pour prendre ses adversaires au dépourvu. Cette attaque surprise est un succès total et le reste de son armée peut alors traverser au même endroit. Ce qui suit est alors, selon les mots de l'historien Zosime, « un grand massacre », l'armée de Licinius laissant environ 34 000 morts sur le terrain. Durant la bataille, Constantin fait porter son étendard, le labarum, sur tous les endroits où ses troupes semblent être en difficulté et l'apparition de ce talisman donne de la vigueur à ses troupes et démoralise celles de Licinius. Constantin, qui a été légèrement blessé à la cuisse au cours des combats, suspend son attaque au coucher du soleil et l'obscurité permet à l'armée de Licinius de se retirer sur Byzance, où se trouve la flotte,. Cette bataille a été l'une des plus importantes, par la taille des deux armées, du IVe siècle.

## Conséquences
À la suite de cette victoire, Constantin met le siège devant Byzance tandis que son fils Crispus prend le commandement de sa flotte et part affronter celle de Licinius. La victoire de Crispus, sur les eaux de l'Hellespont, permet à l'armée de Constantin de passer en Bithynie. Là-bas, elle affronte l'armée de Licinius dans la dernière bataille de cette campagne, à Chrysopolis, et remporte une nouvelle victoire écrasante. Constantin cède tout d'abord aux prières de sa sœur Constantia et épargne la vie de son beau-frère mais, quelques mois plus tard, il ordonne son exécution, rompant ainsi sa promesse. Un an plus tard, le neveu de Constantin, Licinius le jeune, est aussi victime de la colère et de la suspicion de l'empereur, et Constantin devient alors le maître incontesté du monde romain, le premier depuis Dioclétien.

## Sources
- Zosimus, Historia nova, Byzantina Australiensia 2, Canberra, 1982.
- (en) Michael Grant, The Emperor Constantine, Londres, Phoenix Giant, 1998, 267 p. (ISBN 978-0-7538-0528-2).
- (en) Samuel N. C. Lieu et Dominic Montserrat, From Constantine to Julian : Pagan and Byzantine Views : a Source History, London New York, Routledge, 1996, 285 p. (ISBN 978-0-415-09336-1 et 978-0-415-09335-4, lire en ligne).
- Charles M. Odahl, Constantine and the Christian empire, London New York, Routledge, 2004 (réimpr. 2006), 400 p. (ISBN 978-0-415-17485-5 et 978-0-415-38655-5).

- (en) Cet article est partiellement ou en totalité issu de l’article de Wikipédia en anglais intitulé « Battle of Adrianople (324) » (voir la liste des auteurs).